# 53 Batalion WOP
53 Batalion Wojsk Ochrony Pogranicza – zlikwidowany samodzielny pododdział Wojsk Ochrony Pogranicza pełniący służbę na granicy polsko-czechosłowackiej.

## Formowanie i zmiany organizacyjne
Na podstawie rozkazu MBP nr 043/org. z 3 czerwca 1950, na bazie 23 Brygady Ochrony Pogranicza, sformowano 5 Brygadę Wojsk Pogranicza, a z dniem 1 stycznia 1951, 79 batalion Ochrony Pogranicza przemianowano na 53 batalion WOP JW 2781.
Batalion rozwiązano w 1961 podporządkowując strażnice i placówki brygadzie.

## Struktura organizacyjna
W 1956 batalionowi podlegały:
- 19 strażnica WOP Tłumaczów II kategorii
- 18 strażnica WOP Radków III kategorii
- 17 strażnica WOP Pasterka III kategorii
- 16 strażnica WOP Pstrążna II kategorii
- 15 strażnica WOP Czermna I kategorii
- 14 strażnica WOP Brzozowice II kategorii
- 13 strażnica WOP Kocioł II kategorii
- 12 strażnica Zieleniec II kategorii.

Struktura batalionu i numeracja strażnic na dzień 31.12.1959:
- dowództwo i sztab batalionu – Duszniki
- * 9 strażnica WOP Radków kat. IV
- 10 strażnica WOP Pasterka kat. IV
- 11 strażnica WOP Pstrążna kat. II
- 12 strażnica WOP Czermna kat. IV
- 13 strażnica WOP Brzozowice kat. IV
- 14 strażnica WOP Kocioł kat. IV
- 15 strażnica WOP Zieleniec kat. IV
- 16 strażnica WOP Lasówka kat. IV.

## Dowódcy batalionu
- Zenon Krych (1.06.1952[b]–24.05.1954[c])[6].